# Astaena catharinensis
Astaena catharinensis är en skalbaggsart som beskrevs av Frey 1973. Astaena catharinensis ingår i släktet Astaena och familjen Melolonthidae. Inga underarter finns listade.